# Spartiniphaga
Spartiniphaga is een geslacht van vlinders van de familie Uilen (Noctuidae), uit de onderfamilie Hadeninae.

## Soorten
- S. carterae Schweitzer, 1983
- S. includens Walker, 1857
- S. inops Grote, 1881
- S. panatela Smith, 1904